# Kim Jun-ho (Eisschnellläufer)
Kim Jun-ho (* 9. Oktober 1995 in Seoul) ist ein südkoreanischer Eisschnellläufer.

## Werdegang
Kim hatte seinen ersten internationalen Erfolg bei den Juniorenweltmeisterschaften 2013 in Klobenstein. Dort gewann er die Bronzemedaille im 2 × 500-m-Lauf. Zu Beginn der Saison 2013/14 startete er in Calgary erstmals im Weltcup und belegte dabei jeweils in der B-Gruppe die Plätze zehn und sechs über 500 m. Bei den Olympischen Winterspielen 2014 in Sotschi errang er den 21. Platz im 2 × 500-m-Lauf. Im folgenden Jahr kam er bei den Einzelstreckenweltmeisterschaften in Heerenveen auf den 14. Platz im 2 × 500-m-Lauf und bei der Sprintweltmeisterschaft in Astana auf den 17. Rang. Außerdem gewann er bei den Juniorenweltmeisterschaften 2015 in Warschau über 500 m und im Teamsprint jeweils die Goldmedaille. Im Februar 2017 lief er bei den Einzelstreckenweltmeisterschaften in Gangwon auf den 22. Platz über 500 m. Bei den Olympischen Winterspielen 2018 in Pyeongchang belegte er den 12. Platz über 500 m. In der Saison 2018/19 erreichte er in Hamar mit dem dritten und den zweiten Platz je über 500 m seine ersten Podestplatzierungen im Weltcup. Bei den Einzelstreckenweltmeisterschaften 2019 in Inzell holte er zusammen mit Cha Min-kyu und Kim Tae-yun die Silbermedaille im Teamsprint. Zudem errang er dort den 13. Platz über 500 m.
In der Saison 2018/19 errang Kim in Hamar über 500 m die Plätze zwei und drei und erreichte zum Saisonende den achten Platz im Gesamtweltcup über 500 m. Bei den Einzelstreckenweltmeisterschaften 2019 in Inzell holte er die Silbermedaille im Teamsprint. Zudem kam er dort auf den 13. Platz über 500 m.
Bei südkoreanischen Meisterschaften holte er 2016 und 2019 Gold im 2 × 500-m-Lauf, 2015 im Sprint-Mehrkampf und 2017 über 500 m.

## Persönliche Bestzeiten
- 500 m 34,18 s (aufgestellt am 12. Dezember 2021 in Calgary)
- 1000 m 1:08,16 min (aufgestellt am 15. Februar 2020 in Salt Lake City)
- 1500 m 1:53,99 min (aufgestellt am 20. September 2014 in Calgary)
- 3000 m 4:11,83 min (aufgestellt am 10. März 2012 in Seoul)
- 5000 m 7:26,67 min (aufgestellt am 8. Februar 2011 in Seoul)

## Teilnahmen an Weltmeisterschaften und Olympischen Winterspielen

### Olympische Spiele
- 2014 Sotschi: 21. Platz 2 × 500 m
- 2018 Pyeongchang: 12. Platz 500 m
- 2022 Peking: 6. Platz 500 m

### Einzelstrecken-Weltmeisterschaften
- 2015 Heerenveen: 14. Platz 2 × 500 m
- 2017 Gangwon: 22. Platz 500 m
- 2019 Inzell: 2. Platz Teamsprint, 13. Platz 500 m
- 2020 Salt Lake City: 8. Platz 500 m, 21. Platz 1000 m

### Sprint-Weltmeisterschaften
- 2015 Astana: 17. Platz Sprint-Mehrkampf

## Weltcupsiege im Einzel
| Nr. | Datum             | Ort     | Disziplin |
| --- | ----------------- | ------- | --------- |
| 1.  | 17. November 2019 | Minsk   | 500 m     |
| 2.  | 17. Dezember 2022 | Calgary | 500 m     |